# سایه‌روشن (مجموعه تلویزیونی)
سایه روشن یک مجموعه تلویزیونی محصول سال ۱۳۹۰ به کارگردانی یوسف طاهریان، نویسندگی کریم خودسیانی و تهیه‌کنندگی احسان ارغوانی می‌باشد که از شبکه یک پخش شد. این مجموعه در ۳۰ قسمت تهیه شد.
این سریال محصول مشارکت گروه دانش و اقتصاد شبکه یک و شرکت توانیر است و در آیتم‌هایی نمایشی و یک مسابقه چهار جوابی به مسائل اجتماعی می‌پردازد.

## خلاصه داستان
داستان این مجموعه در خانه ای اتفاق می‌افتد که مستاجرین آن با صاحبخانه بر سر مسایلی به مشکل برمی‌خورند و اتفاقات شیرین و جالبی رخ می‌دهد که….

## بازیگران
- امیر غفارمنش
- روشنک عجمیان
- گیتی معینی
- پریا مردانیان
- حسام کلاهی
- حسین میرزایی
- سعید بحرالعلومی
- عارف برهمن
- عرفان میدانلو
- گلناز خالصی
- یاسمن کاکایی
- فتحعلی اویسی
- اکبر عبدی
- رویا نونهالی
- مهدی سلوکی
- مهران رجبی
- نسرین مقانلو
- ساعد هدایتی
- لیلا بلوکات
- شقایق نوروزی